# 基維爾公園
，是以童軍、女童軍、學校與其他青少年團體為對象的營地與活動中心。這個營地也提供場地作為訓練與會議中心使用，更可以舉辦婚禮、生日派對等社交活動。極偉園的面積共44公頃（109英畝），位於艾坪森林區蘇厄德斯通伯里，地理位置靠近倫敦清福德。
在中世紀後期，這個地區原本是一座農場，並逐漸發展成一處富裕的地產；但隨後逐漸沒落，直到1900年以前處於失修狀態。1919年，童軍總監威廉·德·布瓦·麥克拉倫買下了這塊土地，並贈送給英國童軍總會作為倫敦童軍的營地與童軍服務員的訓練場所。由於全球所有國家的童軍服務員都會來極偉園進行木章訓練，因此這個地方成為世界童軍運動的地標之一。
極偉園的設施包含露營場、室內住宿場所、古蹟、童軍活動紀念碑與戶外冒險活動。此營地最多可容納1萬人，全年都會定期舉辦相關的童軍活動。
極偉園也是英國童軍總會中9個童軍冒險中心之一，稱為極偉園童軍冒險中心。

## 歷史

### 中世紀後期的原始農場

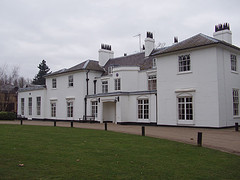
極偉園中的白屋。

極偉園的歷史可以追溯至1407年，當時約翰·烏克（John Crow）取得了一塊稱為蓋迪弗茲（Gyldiefords）的土地，也就是後來的極偉園。1407年至1422年，烏克將這塊土地賣給李察·羅爾夫（Richard Rolfe），其名稱變成為人所知的基爾羅爾夫斯（Gillrolfes），其中在古英語當中稱為「狹谷」。1422年，隨著羅爾夫過世，這塊地方被分成不同部分，各自命名為「大極偉」（Great Gilwell）與「小極偉」（Little Gilwell）。這兩塊土地名稱中的，來自於古英語的，也就是「泉」的意思。從那時候起，極偉農場（Gilwell Farm）的農舍開始建立起來。
當時，與極偉相鄰的5.6公頃（14英畝）土地被李察·奧斯本（Richard Osborne）買下。1442年，他建立了一棟大型住宅，稱做奧斯本廳（Osborne Hall），矗立了300年。傳說在16世紀早期，亨利八世擁有這塊土地，並為了他的兒子愛德華建立了一棟狩獵小屋。大約在1736年，攔路強盜迪克·特平開始利用極偉的森林隱藏自己，並針對前往倫敦的旅客與貨物進行埋伏與搶劫。
1754年，威廉·斯克里希爾（William Skrimshire）買下了大小極偉與奧斯本地產中含奧斯本廳的一半土地。斯克里希爾拆除了舊的奧斯本廳，並重新建造了一個新的奧斯本廳；這棟建築如今被稱為白屋（White House）。白屋內的建築木料皆可以追溯回奧斯本廳改建的時期，沒有任何非此時期的木料出現。1771年，雷納德·雀西里安（Leonard Tresilian，？─1792年）買下了這棟地產，並擴大了土地持有範圍與房屋大小。
雀西里安的第一任妻子瑪格麗特·荷蘭（Margaret Holland）在育有3名女兒後英年早逝，之後他娶了第二任妻子伊麗莎白·福森（Elizabeth Fawson）。雀西里安為了能夠讓極偉留給他的大女兒瑪格麗特（Margaret，與第一任妻子同名，1750年─約1844年），他與福森的父親簽訂了一份詳盡的婚前協議。1792年，雀西里安過世，大女兒瑪格麗特嫁給了威廉·巴塞特·錢納利（William Bassett Chinnery，1766年─1834年），錢納利的兄長即為畫家喬治·錢納利。

### 18世紀的富裕地產
錢納利家族當時很富有且具有影響力；1800年，威廉·錢納利的父親老威廉·錢納利擁有一艘名為「極偉」的商船。威廉與瑪格麗特·錢納利夫婦原先居住於倫敦，然後在結婚3年後的1792年繼承了極偉，並於1793年遷入。他們以迅雷不及掩耳的速度，將奧斯本廳改名為「極偉廳」（Gilwell Hall）。威廉·錢納利在之後15年，與他的妻子一同擴張了極偉的土地持有範圍，轉變成一座含有花園、園道與塑像的鄉村莊園；當時花園、園道與建物修改的部分，直到21世紀仍然保留。1812年3月12日，因威廉·錢納利在他服務的英國財政部中，被舉發有金額較低的的貪污行為，而被拔除所有職務。1812年7月2日，瑪格麗特·錢納利被迫簽約，將極偉的地產過繼到英國國庫。
1790年代至19世紀期間，錢納利家族曾相當顯赫，英格蘭的貴族成員經常來造訪極偉，尤其是喬治三世更是經常造訪；其攝政王即後來的喬治四世，也是常客。當時喬治三世的七子阿道弗斯王子成為錢納利家族的好友，曾居住在極偉一段時間，更成為喬治四世在極偉的地陪。
1815年，吉普林·戈斯特（Gilpin Gorst）於公開拍賣標得極偉地產；1824年，他的兒子將其賣給湯瑪斯·厄斯本（Thomas Usborne）。1826年，當倫敦橋改建時，厄斯本買下了一塊橋上標有1209年製造的石製欄杆，然後架設在白屋後方的布法羅草坪（Buffalo Lawn）周圍。隨後，這塊地產雖然轉手多次，但這些家族卻疏於修繕，因此在1900年就已經失修。1911年，當地居民雷蒙德·克雷蕭（Reverend Cranshaw）買下這塊地產，成為在英國童軍總會之前的最後一任所有者。

### 與童軍活動的連結
1910年代，極偉的地產狀況持續惡化。威廉·德·布瓦·麥克拉倫是蘇格蘭鄧巴頓郡羅森尼的出版商與童軍總監。麥克拉倫於倫敦旅行期間，有感於倫敦東區沒有一塊可供當地童軍舉辦活動的戶外場地；於是他聯繫了羅伯特·貝登堡，後者指派了時任倫敦東區的童軍總監派西·班托克·納維爾處理此事。
1918年12月20日，麥克拉倫在斯特普尼的童軍會館羅蘭德屋（Roland House）晚餐後，同意捐出7,000英鎊用於此項計畫。這份協議的其中一部份是將尋找適合場地的範圍限定在海諾森林與艾坪森林兩地。羅浮童軍開始在這兩個地區尋訪，卻一無所獲；然而一位年輕的助理童軍團長約翰·蓋費爾（John Gayfer）建議使用已成為賞鳥地點的極偉廳。納維爾隨即造訪，雖然建築狀況不佳，但在他的心中留下深刻印象。當時極偉廳的售價為7,000英鎊，剛好符合麥克拉倫的捐款數目；此時其面積共計21公頃（52英畝）。
1919年，極偉廳由麥克拉倫代表英國童軍總會買下。納維爾隨後於1919年4月17日的濯足節，首次帶領他的羅浮童軍開始修繕這處地產。在此次造訪中，由於當地地面潮濕不能搭帳棚，所以羅浮童軍就睡在果園中的園丁棚子內。他們將這處棚子稱為「豬舍」（The Pigsty），雖然破舊，但如今仍然矗立著，成為極偉園當中的第一塊童軍營地。麥克拉倫當時常常造訪極偉園，並協助修繕其建築物。他隨後又為此事額外捐出3,000英鎊，因此他對於極偉園的貢獻舉足輕重。麥克拉倫感興趣的是能否提供一處露營場所，但貝登堡設想的是將此地建成一處童軍服務員的訓練中心。
極偉園首次正式開幕的日期，原本定為1919年7月19日，但由於當時童軍成員要參與紀念第一次世界大戰結束所舉行的官方和平大會（Official Peace Festival），因此延期到1919年7月26日週六；所有的邀請函皆為手寫以節省經費。1920年代，極偉園完成了大型的重建與建設工作。1930年代，由於經濟大蕭條造成財務困難，因此只能進行小型的建築改良。
雖然貝登堡不住在極偉園，但他經常來此露營、講課、訓練與參與會議。1929年，當貝登堡獲封男爵時，將他的貴族領地頭銜定為「第一代極偉的貝登堡男爵」（1st Baron Baden-Powell of Gilwell），以彰顯極偉園作為童軍活動中童軍服務員訓練的重要性。

### 斧頭與圓木圖騰的起源
斧頭與圓木的標誌起源於1920年代，由極偉園第一任營地總領袖法蘭西斯·吉德尼構思，用來將極偉園與英國童軍總部區分開來。吉德尼想要將極偉園與戶外活動和斥堠聯繫起來，以別於總部辦公室的事業與管理性質。在童軍服務員的原始木章訓練課程中，經常可以見到斧頭的刀刃部分砍入一根圓木當中，用以保證安全。吉德尼見到這個場景後，就選擇了斧頭與圓木，作為極偉園的圖騰。後來這個標誌與木章訓練課程有著強而有力的連結，並仍然用於木章訓練相關的證書、旗幟與其他相關物品上。

## 外部連結
- 基維爾公園官網